# 와타나베도리역
와타나베도리역(일본어: 渡辺通駅)은 일본 후쿠오카현 후쿠오카시 주오구 와타나베도리 2초메에 소재하는 후쿠오카 시 교통국 지하철 나나쿠마 선의 역이다. 와타나베도리라는 거리의 이름은 일찍이 이 땅에 노면 전차가 달리고 있던 하카타 전기 궤도의 설립에 기여한 인물에서 유래한 것이다. 역 번호는 N15이다.

## 역 구조
와타나베도리에 위치한다. 섬식 승강장 1면 2선의 승강장을 갖는 지하역이다.

### 승강장
| 1 | ■나나쿠마 선 | 덴진미나미 방면                      |
| 2 | ■나나쿠마 선 | 롯폰마쓰・후쿠다이 앞・하시모토 방면 |

## 이용 상황
2015년도의 1일 평균 승차 인원은 2,989명이다.
개업 이후 하루 평균 승차 인원의 추이는 아래 표와 같다.
| 연도   | 1일 평균 승차 인원 |
| ------ | ------------------ |
| 2004년 | 1,727              |
| 2005년 | 1,406              |
| 2006년 | 1,704              |
| 2007년 | 1,852              |
| 2008년 | 1,937              |
| 2009년 | 2,003              |
| 2010년 | 2,066              |
| 2011년 | 2,140              |
| 2012년 | 2,317              |
| 2013년 | 2,548              |
| 2014년 | 2,650              |
| 2015년 | 2,989              |

## 역 주변
와타나베도리의 서쪽에 1번 출입구, 동쪽에 2번 출입구가 있다.

### 1번 출입구
- 규슈 전력 본사
- 센트럴 호텔 후쿠오카
- BiVi 후쿠오카
- 가와이 학원 후쿠오카 학교

### 2번 출입구
- 호텔 뉴 오타니 하카타
- 선 셀 고 쇼핑 센터
- 히로세 병원
- 야나기바시 시장
- 하루요시 공원
- 하루요시 공민관
- 후쿠오카 방송 (FBS)
- FM 후쿠오카

## 역사
- 2005년 2월 3일: 영업 개시.

## 사진

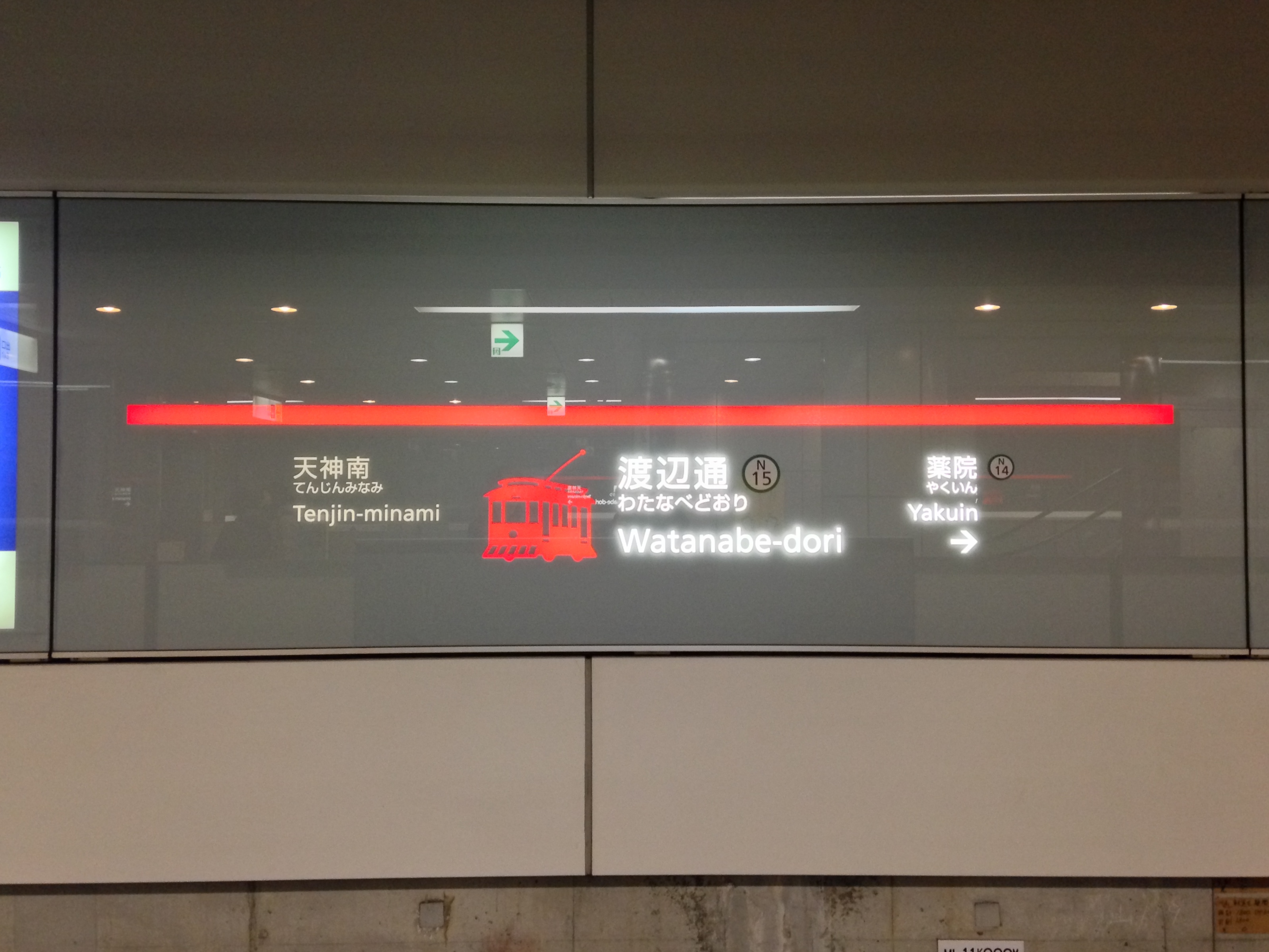
역명판

## 인접역
| 후쿠오카 시 교통국 ■ 지하철 나나쿠마 선 | 후쿠오카 시 교통국 ■ 지하철 나나쿠마 선 | 후쿠오카 시 교통국 ■ 지하철 나나쿠마 선 |
| --------------------------------------- | --------------------------------------- | --------------------------------------- |
| N14 야쿠인 하시모토 방면                |                                         | 덴진미나미 N16 덴진미나미 방면          |